# Violet McGraw
Violet McGraw (22 april 2011) is een Amerikaans jeugdactrice. Ze speelde onder andere Cady in de film M3GAN en een jonge Yelena Belova in Black Widow.

## Biografie
McGraw begon al op jonge leeftijd met acteren. Haar filmdebuut maakte ze in 2016 in Reckless Juliets  als Aria Morgan en haar televisiedebuut Love als Nina in 2018. Ook vertolkte ze een jaar later de rol van Alice in Jett, en had ze een cameo als een kind met een winkelwagen in Steven Spielberg's blockbuster Ready Player One. In 2018 had McGraw haar eerste grote rol door als een jongere versie van Victoria Pedretti's personage Nell Crain ter verschijnen in Mike Flanagan's Netflix televisieserie The Haunting of Hill House. In september 2017 was reeds aangekondigd dat ze onderdeel zou uitmaken van de cast. McGraw verscheen in 2019 in de dramafilm Our Friend als Evie Teague. Deze rol werd gevolgd door bijrollen in hetzelfde jaar in Doctor Sleep als Violet en in Bennett's War. Door haar ervaringen in The Haunting of Hill House en Doctor Sleep, kon McGraw haar zus Madeleine McGraw advies geven voor haar rol in de horrorfilm The Black Phone.
McGraw maakte in 2021 haar debuut in het Marvel Cinematic Universe door als een jongere versie van Yelena Belova, gespeeld door Florence Pugh, te verschijnen in Black Widow. In datzelfde jaar vertolkte ze de rol van Jenny Vahn in Separation. Samen met mede kindactrice Amie Donald speelde ze een van de hoofdrollen in de Universal Pictures technologische horrorfilm M3GAN, door Blumhouse uitgebracht in januari 2023. The Hollywood Reporter schreef dat Donald en McGraw bevriend waren geraakt tegen het einde van de opnames.  In mei 2023 verkreeg McGraw een rol in A Wonderful Way with Dragons.

## Persoonlijk
McGraw is de jongste van vier broers en zussen. Deze zijn eveneens allen acteurs. Haar oudste broer Jack Graw verscheen in The Good Dinosaur, Aidan McGraw in American Sniper en Madeleine McGraw vertolkte Gwen in The Black Phone.

## Filmografie

### Film
| Jaar | Titel                     | Rol                    | Opmerkingen |
| ---- | ------------------------- | ---------------------- | ----------- |
| 2018 | Ready Player One          | meisje met winkelwagen | Onvermeld   |
| 2019 | Bennett's War             | Rebecca                |             |
| 2019 | Our Friend                | Evie Teague            |             |
| 2019 | Doctor Sleep              | Violet                 |             |
| 2021 | Separation                | Jenny Vahn             |             |
| 2021 | Black Widow               | jonge Yelena Belova    |             |
| 2022 | A Christmas Mystery       | Violet Pierce          |             |
| 2022 | I Believe in Santa        | Ella                   |             |
| 2022 | M3GAN                     | Cady                   |             |
| 2024 | The Life of Chuck         | Lily                   |             |
| 2024 | The Curse of the Necklace | Ellen Davis            |             |
| 2025 | Thunderbolts*             | jonge Yelena Belova    |             |

### Televisie
| Jaar | Titel                             | Rol                        | Opmerkingen |
| ---- | --------------------------------- | -------------------------- | ----------- |
| 2018 | The Haunting of Hill House        | jonge Eleanor "Nell" Crane | Hoofdrol    |
| 2019 | Law & Order: Special Victims Unit | Bailey Shaw                | 1 afl.      |
| 2019 | Love                              | Nina                       | 2 afl.      |
| 2019 | Jett                              | Alice                      | Hoofdrol    |